# Ono (Hyōgo)
Ono (小野市, Ono-shi) és una ciutat de la prefectura de Hyōgo, al Japó. El 2015 tenia una població estimada de 49.707 habitants. Té una àrea total de 93,68 km².
Està situada al centre de la prefectura de Hyōgo. El riu Kakogawa creua la ciutat de nord a sud. Fou fundada l'1 de desembre de 1954.